# Heinz Voigt (Heimatforscher)
Heinz Voigt (* 5. Mai 1917 in Leipzig; † 22. Juli 1998) war ein deutscher Heimatforscher.

## Leben
Heinz Voigt wurde 1917 als Sohn des Opernsängers Alfred Voigt und der Maria geb. Schmidt im Leipziger Stadtteil Gohlis geboren. Nach dem Besuch der Volksschulen in Gera und in Leipzig bestand er 1935 die Prüfung zur mittleren Reife. Danach absolvierte er eine Lehre als Kaufmannsgehilfe beim Leipziger Verein Barmenia. Er bestand erfolgreich die Prüfung bei der Industrie- und Handelskammer in Leipzig und war anschließend bis zum 31. März 1946 als Buchhalter in der genannten Krankenversicherung tätig.
Danach war er bei einem privaten Helfer in Steuersachen und Wirtschaftsprüfer sowie bei der Firma Wölcke GmbH in Böhlitz-Ehrenberg tätig, bevor er am 1. März 1948 an den VEB Galvanotechnik Leipzig wechselte, wo er zuletzt als Gruppenleiter bis zum 65. Lebensjahr 1982 tätig war.
Neben seiner beruflichen Tätigkeit nahm Heinz Voigt zahlreiche ehrenamtliche Funktionen wahr. So war er über 30 Jahre lang Mitglied der Leitung der Fachgruppe Stadtgeschichte im Kulturbund der DDR. In Leipzig war er Mitglied des Vorstands des dortigen Geschichtsvereins. 1993 war er eines der Gründungsmitglieder des Sächsischen Wirtschaftsarchivs e.V.
Heinz Voigt publizierte mehrere seiner heimatgeschichtlichen Forschungsergebnisse vor allem in der Lokalpresse, aber auch in zwei Monographien.

## Schriften (Auswahl)
- Historischer Gang über den Südfriedhof. In: Mitteldeutsche Neueste Nachrichten, Leipzig, 33, 1984, Nr. 45, S. 6
- Leipziger Bildungsbürger des 18. und 20. Jahrhunderts, Leipzig 1994
- Der Schriftsteller Dr. Valerian Tornius. In: Gohliser, Leipzig, 5, 1996, Nr. 1, S. 1
- Eine Wanderung durch Leipzig-Plagwitz, Baalsdorf 1997

## Ehrungen
Der Verein Sächsisches Wirtschaftsarchiv widmete ihm aus Anlass eines 80. Geburtstages 1997 eine Festschrift.

## Nachlass
Der wissenschaftliche Nachlass von Heinz Voigt im Umfang von 8 lfm wird heute im Sächsischen Wirtschaftsarchiv unter der Bestandsbezeichnung N 1 verwaltet. Er umfasst hauptsächlich Material zur Leipziger Wirtschaftsgeschichte von 1921 bis 1998.